# جون اریکسون
جون اریکسون (انگلیسی: Joan Erikson؛ ۲۷ ژوئن ۱۹۰۳ – ۳ اوت ۱۹۹۷) که با نام سارا لوکریشا سرسون (انگلیسی: Sarah Lucretia Serson) زاده شد، برای همکاری با همسرش اریک اریکسون و همچنین به عنوان نویسنده، آموزگار، پیشه‌ور و قوم‌نگار رقص شناخته شده بود.